# Opočnice
Opočnice (deutsch Opotschnitz, älter auch Opochnitz) ist eine Gemeinde in Tschechien. Sie liegt fünf Kilometer südwestlich von Městec Králové und gehört zum Okres Nymburk.

## Geographie

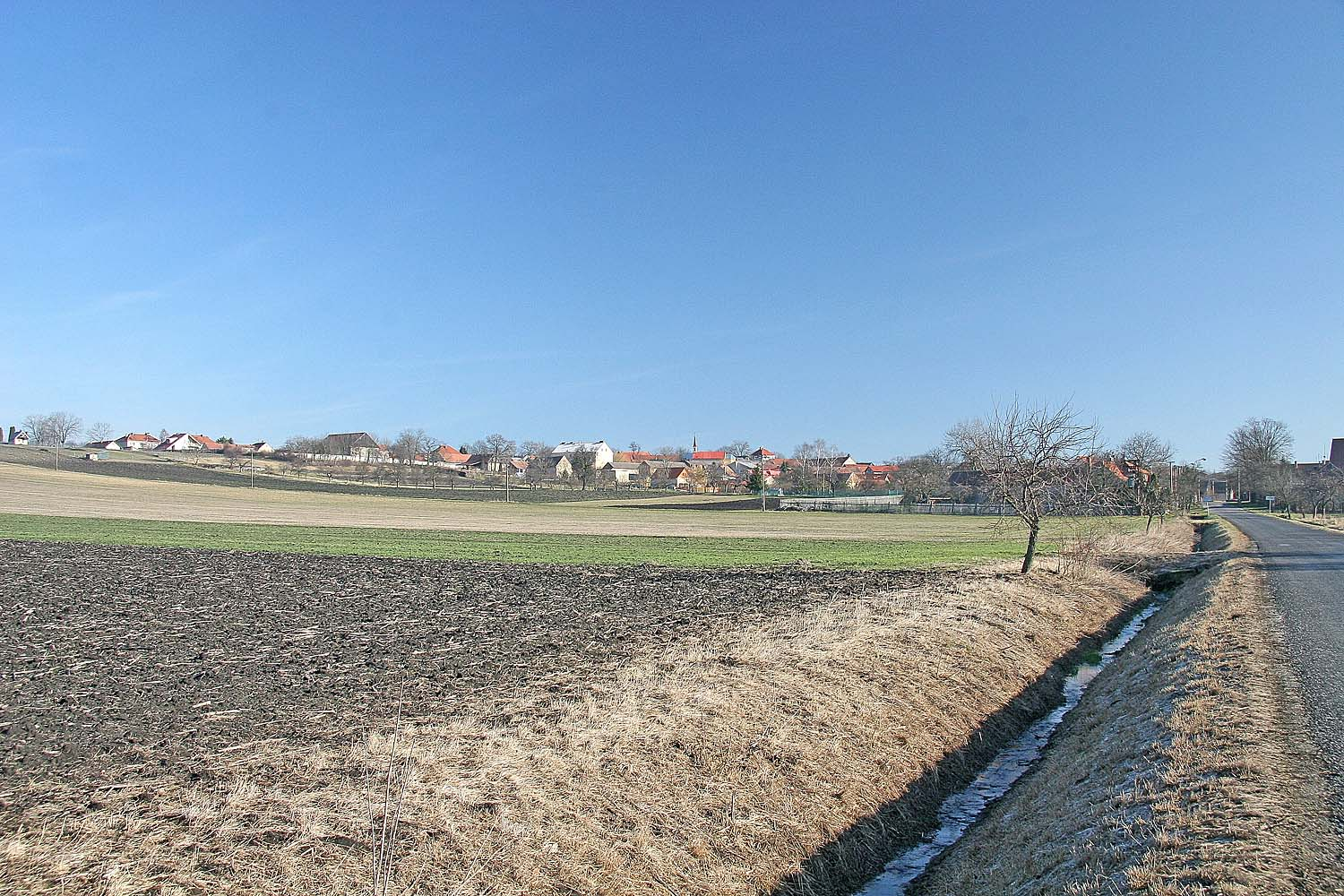
Westlicher Blick auf das Dorf von der Straße von Vrbice

Opočnice befindet sich auf einem Höhenzug der Ostböhmischen Tafel im Quellgebiet des Velenický potok (Velenka). Westlich erhebt sich der Hügel Vinný vrch (252 m) und im Südosten der Na Hřebínku (Banberg, 271 m).
Nachbarorte sind Městec Králové und Běrunice im Nordosten, Dlouhopolsko im Osten, Hradčany und Stará Báň im Südosten, Kolaje und Vlkov pod Oškobrhem im Südwesten, Srbce und Vrbice im Westen sowie Podmoky im Nordwesten.

## Geschichte
Erstmals schriftlich erwähnt wurde der Ort Woppocznici im Jahre 1223, als Sezima von Kostomlaty ihn dem Benediktinerkloster Vilémov überließ. Nach einem anderen Schriftstück soll der Vilémover Abt Hermann das Dorf Woppocznici und die Feste Bolice bereits 1219 erhalten haben. An der Velenka befand sich eine kleine Feste. Im Jahre 1288 wurde das Dorf als wüst bezeichnet. Später gelangte der Ort an das Kloster Sadská, das ihn 1367 dem Prager Kollegiatstift St. Apollinaris übergab. In dieser Zeit wurde wahrscheinlich auch mit dem Weinbau am Südhang des Höhenzuges zwischen Opočnice und Vrbice begonnen. Während der Hussitenkriege wurde die Gegend verwüstet. Das nördliche gelegene Dorf und die Feste Bolice wurden zerstört, ebenso das im Süden angrenzende Mastnice. Beide Dörfer wurden nicht wiederaufgebaut.
In der ersten Hälfte des 16. Jahrhunderts war das Spital in Český Brod Besitzer des Dorfes. Dessen Güter wurden 1547 nach dem antihabsburgischen Aufstand durch den böhmischen und römisch-deutschen König Ferdinand I. eingezogen und das Dorf der Kammerherrschaft Poděbrady angeschlossen. Während des Dreißigjährigen Krieges wurde Opočnice 1624 von kursächsischen Truppen niedergebrannt. Später fielen schwedische Truppen des Feldmarschalls Banér ein und 1633 verwüsteten die Kaiserlichen unter Vitzthum von Eckstädt das Dorf.
1858 fand ein Bauer auf dem Feld an der früheren Feste sechs byzantinische Bronzekreuzchen aus dem 8. bzw. 9. Jahrhundert, die sich heute im Prager Nationalmuseum befinden. Der Fund wurde von Jan Erazim Vocel beschrieben.
Nach der Aufhebung der Patrimonialherrschaften bildete Opočnice ab 1850 eine Gemeinde im Bezirk Poděbrady. Zum 1. Januar 1961 kam die Gemeinde zum Okres Nymburk.

## Gemeindegliederung
Für die Gemeinde Opočnice sind keine Ortsteile ausgewiesen. Zu Opočnice gehören die Fluren der erloschenen Dörfer Bolice und Mastnice.

## Sehenswürdigkeiten
- Kirche des hl. Cyrill und Method, erbaut 1899–1900 im Neorenaissancestil nach Plänen des Podiebrader Baumeisters František Proft. Die Weihe der Kirche erfolgte am 8. Juli 1900. Der barocke Hauptaltar des hl. Alois ist ein Werk von Ignaz Raab aus dem 18. Jahrhundert.
- Hügel Vinný vrch, westlich des Dorfes, Naturdenkmal
- Reste der Feste Bolice, nördlich des Ortes
- Statue der hl. Dreifaltigkeit aus dem Jahre 1854, im Park

## Söhne und Töchter der Gemeinde
- Bohuslav Vrbenský (1882–1944), tschechoslowakischer Anarchist, Politiker, Minister und Oberbürgermeister von Prag
- Bohuslav Kukaň (1916–1986), Architekt und Hofbaumeister des äthiopischen Kaisers Haile Selassie